# Ryjkowcowate
Ryjkowcowate, słoniki (Curculionidae) – rodzina chrząszczy z podrzędu wielożernych i nadrodziny ryjkowców. W zapisie kopalnym znane od aptu.

## Opis
Chrząszcze o ciele długości od 0,6 mm (w podrodzinie kornikowatych) do 50 mm. Samce są zwykle mniejsze i smuklejszej budowy niż samice. Przednia część głowy wydłużona jest w ryjek (rostrum), na którego szczycie leży aparat gębowy typu gryzącego. Długość ryjka może być bardzo różna: u niektórych kornikowatych jest tak słabo wyrażony, że głowa pozostaje kulistawa, podczas gdy u niektórych Curculioninae może być wielokrotnie dłuższy niż reszta ciała. Ryjek może być też chowany w rowku na przedpiersiu. Na ryjku znajdują się zwykle jedenastoczłonowe, kolankowato zgięte czułki o zwartych buławkach. Pokrywy mogą być różnego kształtu, u większości gatunków są punktowane, u kornikowatych ich tył wykazuje często dymorfizm płciowy. Nogi są dość silne, kroczne, u nielicznych gatunków przystosowane do skakania.
Larwy są pędrakowate, beznogie lub o odnóżach szczątkowych. Przetchlinki tułowiowe leżą u nich na przetułowiu. Liczba grzbietowych zmarszczek na oskórku segmentów odwłokowych wynosi od 3 do 4.

## Ekologia i występowanie
Rodzina kosmopolityczna, rozprzestrzeniona we wszystkich krainach zoogeograficznych od Arktyki na północy po wyspy Subantarktyki na południu. Jej przedstawiciele zamieszkują wszelkie środowiska lądowe, z pustyniami i wysokimi górami włącznie. W Polsce stwierdzono około 860 gatunków należących do tej rodziny (zobacz: ryjkowcowate Polski).
Postacie dorosłe oraz larwy niemal bez wyjątku są roślinożerne. Żerują na różnorodnych organizmach roślinnych: okrytonasiennych, nagonasiennych, paprotnikach, mszakach, porostach, a nawet glonach i sinicach. Larwy większości gatunków są endofityczne i przechodzą rozwój wewnątrz różnych organów roślin, np. korzeni, pąków, kwiatów czy nasion. Liczne są jednak ektofityczne i żerują od zewnątrz na liściach lub korzeniach. U nielicznych gatunków znaleźć można larwy koprofagiczne, myrmekofilne, a nawet drapieżne.

## Systematyka
Do rodziny tej zalicza się około 51 000 opisanych gatunków, zgrupowanych w około 4600 rodzajach, co stanowi ponad 80% ryjkowców i czyni ją jedną z najliczniejszych rodzin zwierząt. Systematyka rodziny jest wciąż nieustabilizowana i trwają próby ustanowienia podziału na podrodziny i plemiona tak, by odzwierciedlał filogenezę.
W systemie z pracy Boucharda i innych z 2011 roku zastosowano podział na 17 podrodzin:
- Curculioninae Latreille, 1802
- Bagoinae Thomson, 1859
- Baridinae Schönherr, 1836
- Ceutorhynchinae Gistel, 1848 – krótkoryjki
- Conoderinae Schönherr, 1833
- Cossoninae Schönherr, 1825 – trzenie
- Cryptorhynchinae Schönherr, 1825 – krytoryjki
- Cyclominae Schönherr, 1826
- Entiminae Schönherr, 1823
- Hyperinae Marseul, 1863 (1848) – ziołomirki
- Lixinae Schönherr, 1823
- Mesoptiliinae Lacordaire, 1863
- Molytinae Schönherr, 1823
- Orobitidinae Thomson, 1859
- Xiphaspidinae Marshall, 1920
- Scolytinae Latreille, 1804 – kornikowate
- Platypodinae Shuckard, 1839 – wyrynnikowate

## Znaczenie
Niektóre są uciążliwymi szkodnikami roślin uprawnych jak wołek ryżowy (Calandra oryzae syn. Sitophilus oryzeus), który w ciepłym klimacie atakuje rośliny zbożowe w fazie dojrzałości mlecznej, natomiast w klimacie umiarkowanym jest szkodnikiem magazynowym. Niektóre są szkodnikami lasu. Innymi szkodnikami z rodziny ryjkowcowatych są:
- słonik orzechowiec (Curculio nucum)
- wołek zbożowy (Sitophilus granarius)
- wołek kukurydzowy (Sitophilus zea-mays)
- smolik sosnowiec, szkodnik lasu
- kwieciak jabłkowiec, szkodnik sadowniczy
- kwieciak malinowiec
- opuchlaki, atakujące m.in. byliny i krzewy owocowe oraz różaneczniki (larwy – system korzeniowy, osobniki dorosłe – liście)[11]

Inne gatunki (wybór):
- Choinek szary (Brachyderes incanus)
- Chowacz czterozębny (Ceutorrhynchus quadridens)
- Kluk czarny (Otiorhynchus niger)
- Kluk owalny (Otiorhynchus ovatus)
- Krytoryjek olchowiec (Cryptorhynchus lapathi)
- Rozpucz lepiężnikowiec (Liparus glabrirostris)
- Sieciech niegłębek (Philopedon plagiatus)
- Smolik drągowinowiec (Pissodes piniphilus)
- Smolik harcyński (Pissodes harcyniae)
- Smolik jodłowiec (Pissodes piceae)
- Smolik szyszkowiec (Pissodes validirostris)
- Smolik znaczony (Pissodes castaneus)
- Szeliniak czarny (Hylobius excavatus)
- Szeliniak mniejszy (Hylobius pinastri)
- Zmiennik brudny (Strophosoma capitatum)
- Zmiennik leszczynowiec (Strophosoma melanogrammum)